# یوکو سومی
یوکو سومی (انگلیسی: Yoko Soumi; ۳۱ مهٔ ۱۹۶۲ – ) صداپیشه، و بازیگر اهل ژاپن بود. وی از سال ۱۹۸۷ میلادی تاکنون مشغول فعالیت بوده‌است.
از فیلم‌ها یا برنامه‌های تلویزیونی که وی در آن نقش داشته‌است می‌توان به دی شکارچی خونآشام: تشنه خون اشاره کرد.